# بالیلا

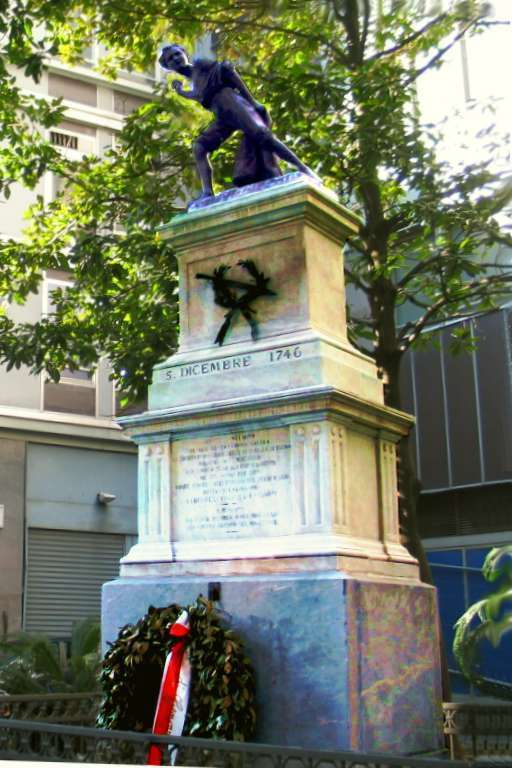
بنای یادبود بالیلا در یکی از میدان‌های شهر جنوا

بالیلا (Balilla) نام مستعار جووانی باتیستا پراسّو (Giovanni Battista Perasso) است. او پسری اهل جنوا بود و قیام سال ۱۷۴۶ را علیه نیروهای هابسبورگ با انداختن سنگ به سوی یک مقام اتریشی آغاز کرد. همچنین از او در سرود ملی ایتالیا نام برده شده‌است.

## تاریخچه نام
بالیلا در لغت به معنی «پسر کوچک» است. در گزارشی از قوای اتریشی که ایتالیا را اشغال کرده بود، آمده‌است که «پسر کوچکی به سمت مقامات اتریشی سنگ پرتاپ کرده‌است». به نظر می‌رسد این نام مستعار از روی این گزارش به پراسسو نسبت داده شده باشد.